# Серенелли, Алессандро
Алессандро Серенелли (2 июня 1882 — 16 мая 1970) — итальянский убийца, пытавшийся изнасиловать 11-летнюю девочку Марию Горетти, позже признанную католической святой. Отбыл 30 лет в тюрьме, затем стал монахом.

## Биография

### Ранние годы
Отец Алессандро был алкоголиком, мать умерла от психического заболевания. Будущий преступник рос в тяжёлой атмосфере вместе со своим братом, помогая отцу на работе.

### Убийство Марии
В 1902 году Алессандро, в тот момент девственник, воспылал болезненной страстью к десятилетней на то время Марии Горетти и начал домогаться её. Это продолжалось длительное время. Наконец, 5 июля 1902 года он напал на Марию с ножом, пытаясь совершить изнасилование. Девочка отбивалась и говорила ему, что его действия греховны и он попадет в ад. Осознав, что Мария не позволит ему совершить задуманное, Серенелли смертельно ранил её, нанеся в общей сложности 14 ударов ножом, и бежал.

### В заключении
Вскоре он был арестован и заключён в тюрьму. Учитывая несовершеннолетие Алессандро, по итальянским законом того времени суд приговорил его к 30 годам исправительных работ. Сначала он не выказывал раскаяния и агрессивно отреагировал на визит католического священника. Но затем, по утверждению заключённого, Мария явилась ему во сне, окружённая лилиями, и это изменило жизнь Серенелли. Он стал хорошо себя вести в тюрьме и старался искупить свой грех.

### На свободе и в монастыре
Выйдя из тюрьмы, Алессандро нанёс визит матери убитой им девочки и попросил прощения, а также посетил вместе с ней обедню и выступил перед прихожанами, каясь в совершённом злодеянии и прося Бога и общество простить его. В 1950 году Папа Римский Пий XII канонизировал Марию Горетти в присутствии её раскаявшегося убийцы Алессандро Серенелли. На протяжении последних десятилетий жизни убийца был монахом, живя в монастыре и работая садовником. В 1961 году он составил духовное завещание.
16 мая 1970 года Алессандро Серенелли умер в возрасте 88 лет.